# Colonial Beach
Colonial Beach és una població dels Estats Units a l'estat de Virgínia. Segons el cens del 2004 tenia 3.301 habitants.

## Demografia
Segons el cens del 2000, Colonial Beach tenia 3.228 habitants, 1.437 habitatges, i 863 famílies. La densitat de població era de 481,2 habitants per km².
Dels 1.437 habitatges en un 24,1% hi vivien nens de menys de 18 anys, en un 40,9% hi vivien parelles casades, en un 15,3% dones solteres, i en un 39,9% no eren unitats familiars. En el 34,9% dels habitatges hi vivien persones soles el 18,2% de les quals corresponia a persones de 65 anys o més que vivien soles. El nombre mitjà de persones vivint en cada habitatge era de 2,2 i el nombre mitjà de persones que vivien en cada família era de 2,77.
Per edats la població es repartia de la següent manera: un 22% tenia menys de 18 anys, un 6,3% entre 18 i 24, un 23,2% entre 25 i 44, un 26% de 45 a 60 i un 22,5% 65 anys o més.
L'edat mediana era de 44 anys. Per cada 100 dones de 18 o més anys hi havia 77,6 homes.
La renda mediana per habitatge era de 31.711$ i la renda mediana per família de 38.080$. Els homes tenien una renda mediana de 30.000$ mentre que les dones 19.535$. La renda per capita de la població era de 19.991$. Entorn del 23% de les famílies i el 25,4% de la població estaven per davall del llindar de pobresa.

## Poblacions més properes
El següent diagrama mostra les poblacions més properes.